# Todxs
Todxs (pronunciado como “todes”) é o quinto álbum de estúdio da cantora e compositora brasileira Ana Cañas Lançado pelo selo Guela Records da cantora em 9 de novembro de 2018. O álbum possui produção de Thiago Barromeo juntamente com Ana Cañas, o repertório é majoritariamente autoral mas possui regravações como "Eu Amo Você" e "Tua Boca". A maioria das canções do álbum possuem um tom de sensualidade (ou fazem alusão ao sexo), com uma sonoridade que flerta com o rap e com o beat.
Foi considerado um dos 25 melhores álbuns brasileiros do segundo semestre de 2018 pela Associação Paulista de Críticos de Arte. Em setembro de 2019, foi indicado ao Grammy Latino na categoria Melhor Álbum Pop Contemporâneo em Língua Portuguesa.

## Antecedentes e gravação
Paralelamente com a Turnê do último álbum Tô na Vida (2015), que durou entre agosto de 2015 até outubro de 2018, Ana Cañas estreou em fevereiro de 2017 a Turnê Mulhergaláxia, um show de voz e violão onde aborda clássicos da música brasileira intercalando com suas canções autorais.
Em maio de 2017, Cañas lançou o single "Respeita" produzido por Rica Amabis e Tejo Damasceno, integrantes do Instituto, a canção têm apego hip hop e versa sobre assédio e abuso sexual. Em 17 de maio de 2018, foi lançada a canção "Viverei".
Em entrevista ao Portal iG, Ana revelou estar preparando um disco para o segundo semestre de 2018.
| “ | “Imagino que esse trabalho termine na hora certa, pois já sinto novas camadas e layers chegando, novos sons e ideias se aproximando e se apresentando." | ” |

Em junho de 2018, Ana Cañas informou pelas redes sociais sobre o início das gravações do quinto álbum de estúdio.

## Divulgação
A primeira canção a ganhar divulgação foi "Todxs", com participação do rapper Sombra, ganhou videoclipe dirigido por Farpa e lançado no dia 12 de novembro de 2018.

## Recepção

### Crítica
| Críticas profissionais | Críticas profissionais |
| Avaliações da crítica  | Avaliações da crítica  |
| Fonte                  | Avaliação              |
| ---------------------- | ---------------------- |
| Folha de S.Paulo       | [ 13 ]                 |

Todxs recebeu críticas favoráveis da maioria dos críticos. O álbum recebeu uma crítica favorável de Luiz Fernando Vianna, colunista da Folha de S.Paulo, que avaliou o álbum como regular. Luiz comentou que Ana pode ser uma artista corajosa por nunca lançar um trabalho parecido com o outro, ou se tratar de um artista instável por mudar demais. Para ele Todxs é super conceitual, então a repetição de temas como o feminismo e sexo, faz sentido. Para ele certas faixas causa uma estranheza nas faixas como "Eu Amo Você"; uma variação e tanto; e "Tijolo", por ser explicitamente política e social, um lado bem representando por Cañas, a canção recebe uma troca do blues por uma linha melódica que funciona como antimonotonia.

## Lista de faixas
| N.º | Título                       | Compositor(es)                                      | Duração |  |
| 1.  | "Declaro My Love"            | Ana Cañas Arnaldo Antunes Taciana Barros Lúcio Maia | 3:25    |  |
| 2.  | "Eu Dou"                     | Cañas                                               | 2:27    |  |
| 3.  | "Todxs" (com Sombra)         | Cañas Sombra                                        | 3:23    |  |
| 4.  | "Lambe-Lambe"                | Cañas                                               | 2:50    |  |
| 5.  | "Tão Sua"                    | Cañas                                               | 4:22    |  |
| 6.  | "Eu Amo Você"                | Genival Cassiano Silvio Rochael                     | 4:29    |  |
| 7.  | "Tua Boca" (com Chico Chico) | Itamar Assumpção                                    | 4:44    |  |
| 8.  | "Tijolo"                     | Carlos Posada                                       | 2:11    |  |
| 9.  | "Independer"                 | Cañas Antunes Barros                                | 3:03    |  |
| 10. | "A Onça e o Escorpião"       | Cañas                                               | 4:07    |  |
| 11. | "Dói"                        | Cañas                                               | 4:29    |  |
| 12. | "Cria Dor"                   | Cañas                                               | 3:00    |  |